# Elsa Daniel

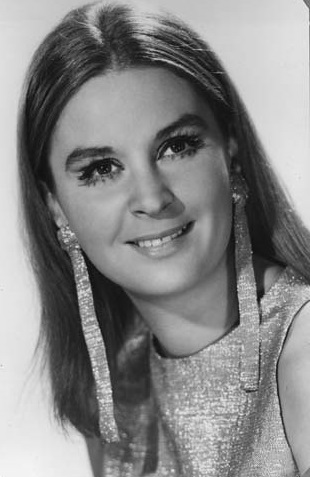
Daniel 1960

Elsa Nilda Gómez Scapatti, bekannt als Elsa Daniel (geboren am 13. November 1936 in San Lorenzo, Argentinien; gestorben am 25. Juni 2017 in Buenos Aires, Argentinien), war eine argentinische Theaterschauspielerin und Filmschauspielerin.

## Leben
1953 gewann Daniel einen von Colgate im Radio El Mundo organisierten Wettbewerb zur „Miss Sonrisa“ (sonrisa = Lächeln). Sie begann ihre Schauspielkarriere 1954 in dem dramatischen Film El abuelo. In der zweiten Hälfte der 1950er Jahre gehörte sie zu den bekanntesten Schauspielern des „neuen argentinischen Kinos“.
1958 verlieh ihr das Instituto Nacional de Cinematografía für ihre Leistung in Un centavo de mujer (Regisseur: Román Viñoly Barreto) die Auszeichnung als beste Darstellerin. Sie war für kurze Zeit mit dem Filmregisseur Rodolfo Kuhn verheiratet, der mit ihr zwei Filme drehte und mit dem sie eine Tochter hatte.
2003 wurde sie für ihre Karriere mit dem Cóndor de Plata geehrt.
Sie verstarb am 25. Juni 2017.

## Filmografie
- 1954: El abuelo
- 1955: Vida nocturna
- 1955: El juramento de Lagardere
- 1956: Graciela
- 1957: La casa del ángel
- 1958: Un centavo de mujer
- 1958: Isla brava
- 1959: La caída
- 1960: Las furias
- 1960: Luna Park
- 1961: La mano en la trampa
- 1962: La novia
- 1962: Los inconstantes
- 1963: La Cigarra no es un bicho
- 1964: Il vuoto
- 1965: Cosquín, amor y folklore
- 1965: Viaje de una noche de verano
- 1967: El romance del Aniceto y la Francisca
- 1968: Sex Analysis
- 1968: Ufa con el sexo
- 1968: Amor y un poco más
- 1970: Amalio Reyes, un hombre
- 1974: La balada del regreso
- 1975: Los chantas
- 1978: Comedia rota
- 1982: Buenos Aires tango

### TV (Mini)serien
- 1961: Obras maestras Philco (1 Folge, 1961)
- 1966: Tres destinos (19 Folgen)
- 1968: Su comedia favorita (1 Folge)
- 1970: Matrimonios y algo más (3 Folgen)
- 1973: Mi hijo Rasputín (3 Folgen)
- 1978: Una promesa para todos (39 Folgen)
- 1980: María, María y María (19 Folgen)
- 1981: Matrimonios y algo más (3 Folgen)
- 1987: Matrimonios y algo más (39 Folgen)